# Войновець-Кальницький
46°07′ пн. ш. 16°25′ сх. д. / 46.12° пн. ш. 16.42° сх. д.
Войновець-Кальницький (хорв. Vojnovec Kalnički) — населений пункт у Хорватії, у Копривницько-Крижевецькій жупанії у складі громади Кальник.

## Населення
Населення за даними перепису 2011 року становило 122 осіб.
Динаміка чисельності населення поселення: